# Polydesmus cyprius
Polydesmus cyprius är en mångfotingart som beskrevs av Jean-Henri Humbert och Henri Saussure 1869. Polydesmus cyprius ingår i släktet Polydesmus och familjen plattdubbelfotingar. Inga underarter finns listade i Catalogue of Life.